# Dictyophara kaszabi
Dictyophara kaszabi är en insektsart som beskrevs av Dlabola 1967. Dictyophara kaszabi ingår i släktet Dictyophara och familjen Dictyopharidae. Inga underarter finns listade i Catalogue of Life.